# Alfonso Pino Zamorano
Alfonso Pino Zamorano es un exárbitro de fútbol, nacido el 23 de junio de 1972 en Madrid. Perteneció al Colegio de Árbitros Castellano-Manchego.

## Trayectoria
Comenzó como árbitro en la temporada 1987-88, su primer partido no oficial se celebró el 20 de diciembre de 1987 en la Ciudad Deportiva del Real Madrid, entre los equipos "Valdano" contra "Sanchis". Partido correspondiente al torneo social de las Escuelas deportivas del Real Madrid. Los equipos que disputaban este torneo llevaban los nombres de los jugadores de la primera plantilla. El primer partido oficial como árbitro, se celebró en Madrid el 16 de enero de 1988, en el campo del Campamento, entre los equipos C.D. Campamento y C.D. Leonesa Madrileña con un resultado final de 3-8. Mostrándose 4 tarjetas amarillas, todas a los jugadores locales. Siendo el delegado de campo D. Joaquín Alcarraz Valero. Asciende al fútbol profesional en la temporada 1998-99, debutando en un Eibar-Sporting de Gijón. Su primer partido en primera división fue el 8 de septiembre de 2001 en el campo del Madrigal entre los equipos Villarreal C.F. 3 - Osasuna 0
Pino Zamorano posee el récord de expulsiones en un mismo partido de Primera División: seis. El 14 de diciembre de 2003 en un Español-FC Barcelona, que acabó 1-3 para los azulgrana. Pino mostró la tarjeta roja a Iván de la Peña, Toni Soldevilla y Albert Lopo del Espanyol, y a Phillip Cocu, Rafael Márquez y Ricardo Quaresma del Barcelona, además de 15 tarjetas amarillas. Todas ellas muy justas, en un partido bronco donde los dos equipos jugaron al límite.
Después de 6 temporadas en la Primera División, y cómo venganza por denunciar cobros a árbitros por parte de Directivos Castellano-Manchegos regresa a la Segunda División de España en julio del año 2007, por lo que volvió a pitar en la División de Plata en la temporada 2007/08. El árbitro Pino Zamorano desciende a Segunda División después de ser el árbitro Castellano Manchego con más partidos dirigidos en Primera División (100). Además de Militar es fisioterapeuta y podólogo en su vida privada,  dentro del mundo del fútbol es Entrenador Nivel II, Director Deportiva y Experto Universitario en Dirección de Entidades Deportivas por la Universidad Rey Juan Carlos, F.I.F.A y R.F.E.F. Fisioterapeuta por la Universidad de Castilla-La Mancha, siendo Máster en Técnicas manuales del aparato locomotor y Experto en Fisioterapia Deportiva, Experto en el síndrome del dolor miofascial y fibromialgia. Actualmente trabaja como fisioterapeuta e imparte clases en la Universidad Internacional de la Rioja.
En cuanto a los reconocimientos que tiene, se encuentra, la medalla de Plata al mérito deportivo por el Gobierno de Castilla-La Mancha. Además fue nombrado Cofrade de Honor de la denominación de origen del queso manchego y Presidente de Honor de la Asociación de ex-árbitros de fútbol y fútbol Sala. El día 1-07-2013 causa baja del Comité de Árbitros al cumplir la edad reglamentaria.